# Claude Cantini
Pour les articles homonymes, voir Cantini.
Claude Cantini, né le 9 février 1929 à Livourne, est un historien et journaliste suisse d’origine italienne.

## Biographie
Issu d'une famille prolétarienne, Cantini suit une formation dans une école d'agronomie de 1944 à 1947, puis, refusant le service militaire, s'engage en 1952-1953 dans le Service civil international qui organise des travaux en Calabre. Il entre ensuite clandestinement en Suisse et entreprend dès 1954 une formation à l'École pour infirmiers psychiatriques (diplômé de la Société suisse de psychiatrie en 1957). La citoyenneté helvétique lui est acquise en 1967. Sa carrière professionnelle, comme infirmier chef d'unité de soins, se déroule à l’hôpital de Cery, à Prilly.
Outre son engagement syndical au Syndicat des services publics (VPOD/SSP), il est membre de la Ligue internationale contre le racisme et l'antisémitisme (Licra), de l'Association vaudoise de la Libre Pensée, de SOS Racisme, il se sent proche d'organisations libertaires et de 1957 à 1960 il est, avec Carlo Frigerio et Pietro Ferrua, redacteur responsable de la partie italienne de la revue périodique mensuelle Le Réveil anarchiste - Il Risveglio anarchico. En marge de sa carrière professionnelle, il se consacre à la recherche en histoire contemporaine, étudiant tout particulièrement les mouvements de gauche et d’extrême droite dans la Suisse des années trente. Il leur consacre de nombreuses publications.

## Sources
Fonds : Archives privées, Cantini (Claude) (1658-2010) [50.50 ml].  Cote : PP 569. Archives cantonales vaudoises (présentation en ligne).

## Choix de publications
- « La grève générale de 1918 dans son contexte économique et politique », Tiré à part de : Services publics septembre-octobre 1968, nos 36-43, [S.l.], 1968.
- « Répression et psychiatrie ou un siècle de travail à l'hôpital de Cery », Tiré à part de : Psychiatrie pratique, Zurich 1972, no 2, 3, 4.
- Le fascisme italien à Lausanne : 1920-1943, Lausanne Cedips 1976, 71 p.
- Le colonel fasciste suisse, Arthur Fonjallaz Lausanne P.-M. Favre 1983, 216 p.
- L'Église nationale vaudoise et le fascisme : épisodes et prolongements, Lausanne Cedips, 1986, 63 p.
- « La presse ouvrière et socialiste en Suisse romande des origines à 1914 », Cahiers d'histoire du mouvement ouvrier, Lausanne No 5 (1988), pp. 247–254.
- Les Ultras : extrême droite et droite extrême en Suisse, les mouvements et la presse de 1921 à 1991, Lausanne, Éditions d'en bas, 1992, 176 p. (ISBN 2-8290-0135-4 et 978-2-8290-0135-2, OCLC 27267231, SUDOC 05986107X, présentation en ligne).
- « La police vaudoise et les "subversifs" : 1890-1915 », Cent ans de police politique en Suisse. - Lausanne : Association pour l'étude de l'histoire du mouvement ouvrier : Éd. d'en bas, 1992. – pp. 81-102.
- La stampa italiana in Svizzera (1756-1996), Federazione Colonie libere italiane in Svizzera, Quaderni di Agora, Zurich 1996, 47 p.
- « Souvenirs d'un ancien infirmier (à Cery, 1954-1989) », L'Écrit : [bulletin du Service des soins infirmiers du département universitaire de psychiatrie adulte (DUPA)] 41-8, publié en 1997.
- « De l'idéal à l'idéologie et de l'idéologie au meurtre : "l'affaire" Reiss dans les archives vaudoises », Cahiers d'histoire du mouvement ouvrier, Lausanne No 13 (1997), pp. 137-146.
- « Luigi Luccheni, assassin de l'impératrice d'Autriche : histoire d'une vie, (1873-1910) », Cahiers d'histoire du mouvement ouvrier, Lausanne N° 14 (1998), pp. 93-110.
- (avec Jérôme Pedroletti et Geneviève Heller), Histoires infirmières : Hôpital de Cery sur Lausanne, 1940-1990 Lausanne : Éd. d'En Bas, [2000].
- « La presse de gauche italienne en Suisse », Cahiers d'histoire du mouvement ouvrier, Lausanne N° 17 (2001), pp. 105-114
- « Le séjour lausannois (1729-1760) d'Antoine Court », Revue de la Société des enfants et amis de Villeneuve-de-Berg 2002, 62e année, N.S., n° 58, pp. 47-64.